# Robert Thomaszewski
Robert Thomaszewski (* 23. März 1830 in Wartenburg, Ostpreußen; † nach 1901) war ein  Lehrer in Westpreußen. Er war Gymnasialdirektor in Konitz.

## Leben
Robert Thomaszewski besuchte das Progymnasium in Rössel und das Gymnasium in Rastenburg. Anschließend studierte er und promovierte in Königsberg 1857 zum Dr. phil. 
In diesem Jahr begann Robert Thomaszewski seine Probezeit am neuen Gymnasium in Neustadt in Westpreußen, wo er 1859 in den ordentlichen Schuldienst übernommen wurde. 1864 wurde er dort zum Oberlehrer befördert. Seit 1867 war Thomaszewski Oberlehrer am Gymnasium in Culm und wurde dort 1876 zum Professor ernannt.
1878 wurde Robert Thomaszewski Direktor des Königlichen Gymnasiums in Konitz, was er bis zu seiner Pensionierung am 1. April 1901 blieb.
Er verantwortete die jährlichen Schulprogramme in Konitz und verfasste weitere Schriften
- Einleitung in die Ilias Homers, Culm 1869 o
- Geschichte des Königlichen Gymnasiums zu Conitz seit seiner Neubegründungvim Jahre 1815, Konitz 1886